# 2019 en Ontario
Chronologie de l'Ontario
- 2015
- 2016
- 2017
- 2018
- 2019
- 2020
- 2021
- 2022
- 2023

Cette page concerne des événements d'actualité qui se sont produits durant l'année 2019 dans la province canadienne de l'Ontario.

## Politique
- Premier ministre: Doug Ford (Parti progressiste-conservateur)
- Chef de l'Opposition: Andrea Horwath (NPD)
- Lieutenant-gouverneur: Elizabeth Dowdeswell
- Législature: 42e

## Événements

### Janvier
- Vendredi 11 janvier : Un accident d'autobus à deux étages OC Transpo a heurté un abribus faisant trois morts et 23 autres blessés à Ottawa. La police mène l'enquête[1]

### Février
- Jeudi 21 février : le député progressiste-conservateur de Lanark—Frontenac—Kingston, Randy Hillier, est suspendu du caucus pour une durée indéterminée pour avoir soi-disant fait des propos irrespectueux aux parents d'enfants autistes.

### Mars
- Vendredi 15 mars : Randy Hillier a été officiellement expulsé du caucus du PC, après avoir publié une annonce via Twitter suggérant que sa suspension était due à des tensions entre lui et les conseillers principaux du premier ministre de l'Ontario.

### Avril
- Inondations printanières de 2019 en Ontario, au Québec et au Nouveau-Brunswick

### Mai
- Lundi 13 mai : la députée libérale d'Orléans Marie-France Lalonde annonce sa candidature à l'investiture du Parti libéral du Canada à Orléans lors des élections fédérales du lundi 21 octobre prochain.

- Jeudi 16 mai : la députée libérale d'Ottawa—Vanier Nathalie Des Rosiers (en) annonce qu'elle quittera son siège pour devenir directrice du Collège Massey à l'Université de Toronto, succédant à Hugh Segal, qui prend sa retraite le 30 juin prochain.

### Octobre
- 21 octobre - Les électeurs sont appelés aux urnes pour élire les députés fédéraux dans les 121 circonscriptions ontariennes.

## Décès
- 9 mars : Harry Howell, joueur de hockey[2]